# Litla Sauðafell
Litla Saudafell är en kulle i republiken Island. Den ligger i regionen Suðurland, 26 km öster om huvudstaden Reykjavík. Toppen på Litla Saudafell är 347 meter över havet, eller 87 meter över den omgivande terrängen. Bredden vid basen är 1,6 km.
Trakten runt Litla Saudafell är nära nog obefolkad, med mindre än två invånare per kvadratkilometer. Närmaste större samhälle är Mosfellsbær, omkring 16 kilometer väster om Litla Saudafell. Trakten runt Litla Saudafell består i huvudsak av gräsmarker.